# U 242
U 242 war ein U-Boot, das von der deutschen Kriegsmarine im U-Boot-Krieg des Zweiten Weltkrieges hauptsächlich in der Ostsee, aber auch in der Nordsee und im Atlantik unter anderem als Minenleger eingesetzt wurde. Im Januar 1945 setzte U 242 einen Agenten an der finnischen Küste ab.

## Bau und technische Daten
Die Kieler Germaniawerft war bereits seit 1934 – zu dieser Zeit noch unter Geheimhaltung und Umgehung der Vorgaben des Versailler Vertrages – mit dem Bau von U-Booten beauftragt. Diese wurden auch für den Export gefertigt. Nach der fast kompletten Einstellung des Baus von Großkampfschiffen konzentrierte die Werft sich auf den U-Bootbau und wurde mit einem jährlichen Ausstoß von 42 Booten beauftragt – diese Vorgabe konnte nie erfüllt werden. Die Kieler Germaniawerft baute zahlreiche der großen U-Boot-Typen, aber hauptsächlich wurden Boote der U-Bootklasse VII C produziert. Ein U-Boot dieser Klasse verdrängte 769 m³ über und 871 m³ unter Wasser. Ein VII C-Boot wurde von zwei Dieselmotoren zu einer Geschwindigkeit von 17 Knoten angetrieben, was 31,5 km/h entspricht. Bei Tauchfahrt fuhr das Boot bis zu 7,6 kn, das sind 14 km/h. Ein solches Boot war 66,5 Meter lang, 6,2 Meter breit und hatte und einen Tiefgang von 4,7 Metern. U 242 wurde am 10. April 1941 bestellt und am 30. Juli 1942 auf Kiel gelegt. Das U-Boot lief am 20. Juli 1943 vom Stapel und wurde am 14. August 1943 durch Oberleutnant zur See der Reserve Heinz Riedel in Dienst gestellt. Das U-Boot führte das Stadtwappen von Husum als Boots-Wappen, da der erste Kommandant, Karl-Wilhelm Pancke, aus dieser Stadt stammte.

## Kommandanten
Karl-Wilhelm Pancke wurde am 4. Oktober 1915 in Husum geboren und trat 1938 in die Kriegsmarine ein. Im Anschluss an seine U-Bootausbildung im Sommer 1942 absolvierte er bis zum Juni 1943 drei Feindfahrten als Wachoffizier auf U 402. Zwei Monate später übernahm er das Kommando auf U 242, das er bis zum Februar 1945 innehatte und dann an seinen Nachfolger, Heinz Riedel übergab.
Heinz Riedel wurde am 30. Dezember 1921 geboren und trat 1939 in die Kriegsmarine ein. Er diente von März 1942 bis Juni 1944 als Wachoffizier auf U 612 und U 230. Am 1. Dezember 1943 wurde Heinz Riedel zum Oberleutnant zur See befördert. Ab Juli 1944 absolvierte er Lehrgänge bei der 3. U-Lehrdivision und der 27. U-Flottille, dann übernahm er das Kommando auf U 242.

### Einsatzgeschichte
Vom 14. August 1943 bis zum 31. Mai 1944 war U 242 der 5. U-Flottille unterstellt, einer Ausbildungsflottille, die in Kiel stationiert war. Kommandant Pancke unternahm in dieser Zeit Ausbildungsfahrten zum Einfahren des Bootes und zum Training der Besatzung, aber auch eine Aufklärungsfahrt in die Nordsee
- Am 21. Mai 1944 lief U 242 aus dem Hafen von Kiel in die Nordsee aus und kehrte vier Tage später zurück, ohne Versenkungen erzielt zu haben.

Im Juni 1944 war das Boot der 3. U-Flottille als Frontboot unterstellt, kam im Juli wieder als Ausbildungsboot zur 5. U-Flottille zurück und wurde dann am 1. August der 8. U-Flottille als Frontboot zugeteilt. Im Juni 1944 gehörte U 242 zu den 21 Booten der U-Bootgruppe „Mitte“, die, in Erwartung einer Invasion Norwegens in Folge der Operation Overlord, vor der norwegischen Küste eine defensive Stellung einnahmen, und dort in heftige Kämpfe mit den Bombern und Jägern des RAF Coastal Command verwickelt wurden. Die U-Bootgruppe „Mitte“ wurde aufgelöst, nachdem sechs der Boote versenkt und fünf weitere beschädigt worden waren.
- 8. Juni 1944. Auslaufen aus Stavanger im besetzten Norwegen. Rückkehr nach 18 Tagen am 26. Juni 1944. Keine Versenkungen.
- Am 27. Juni 1944 lief U 242 aus Bergen aus. Rückkehr am selben Tag ohne Versenkungen erzielt zu haben.
- Am 28. Juni 1944 lief es aus Stavanger aus. Rückkehr am selben Tag ohne Erfolg.
- 29. Juni. Auslaufen aus Kristiansand. Zwei Tage später Einlaufen in Kiel ohne erzielte Versenkungen.

### Unternehmungen
Im Juli 1944 wurde U 242 das Seegebiet der östlichen Ostsee als Operationsgebiet zugeteilt. Bis zum Frühjahr 1945 patrouillierte das Boot, meistens von einem finnischen Stützpunkt aus, vor Koivisto und im Finnischen Meerbusen.
- Am 11. Juli 1944 lief U 242 aus Kiel aus. Nach drei Tagen ohne Versenkungserfolg Einlaufen in Tallinn (Reval).
- Am 17. Juli 1944 verließ das U-Boot Reval und lief am selben Tag im neuen Stützpunkt Grand Hotel ein[5]
- Am 18. Juli 1944 lief U 242 aus Grand Hotel aus und kehrte nach zwei Tagen erfolglos zurück.
- Am 21. Juli 1944 verließ das U-Boot erneut Grand Hotel und kehrte nach zwei Tagen zurück, ohne Versenkungen erzielt zu haben.
- 24. Juli 1944. erneutes Auslaufen von Grand Hotel, Dauer bis zum 26. Juli, ohne Versenkungen.
- Am 26. Juli 1944 lief U 242 erneut von Grand Hotel und kehrte vier Tage später erfolglos zurück.
- Am 31. Juli 1944 fuhr das U-Boot von Grand Hotel nach Helsinki ein. Die Fahrt verlief ergebnislos.
- Am 23. August lief U 242 aus Helsinki aus und versenkte am 25. August 1944 das sowjetische Vermessungsschiff KKO-2 (Lage) und den dort längsseits liegenden Prahm VRD-96 Del´fin (Lage) Am 26. August kehrte das U-Boot zurück.
- Am 29. August lief U 242 für vier Tage aus Grand Hotel aus.
- 3. September 1944 Fahrt von Grand Hotel nach Reval.
- 12. September 1944. Auslaufen aus Reval zu einer eintägigen Unternehmung ohne erzielte Versenkungen.

Von Mitte September bis Anfang Oktober unternahm Kommandant Pancke einige Fahrten im Seegebiet der östlichen Ostsee Am 21. September legte das Boot eine Minensperre, bestehend aus 15 Seeminen in baltischen Gewässern. Auf diese Sperre lief am 28. Oktober der finnische Frachter Rigel (Lage) (1.495 BRT) auf und sank.
- 30. September bis zum 2. Oktober. Fahrt von Windau nach Pillau.
- 5. Oktober bis zum 9. Oktober. Feindfahrt von Pillau aus. Das Boot legte auf dieser Fahrt eine Minensperre vor der Halbinsel Porkkala.
- Am 10. Oktober lief U 242 aus Pillau aus und einen Tag später in Danzig ein.

Am 12. Januar verließ U 242 Danzig mit einem Agenten an Bord. Dieser wurde am 23. Januar an der finnischen Küste hinter den sowjetischen Linien abgesetzt. Ende Januar lief das Boot in Kiel ein. Hier übergab Pancke das Kommando an seinen Nachfolger Heinz Riedel. Unter dessen Kommando verließ das Boot – nach kurzer Ausbildung seiner Besatzung – am 23. Februar Kiel und fuhr, über Horten und Kristiansand, in das vorgesehene Einsatzgebiet: die Gewässer um Großbritannien.

## Verlust des Bootes
Über die Versenkung von U 242 besteht in der verfügbaren Literatur keine Einigkeit. Die Ansicht, dass das Boot durch zwei britische Kriegsschiffe versenkt wurde, ist weit verbreitet. Nach dieser Auffassung versenkten die Zerstörer Hesperus und Havelock das Boot am 30. April 1945 in der Irischen See durch einen Wasserbombenangriff. Der U-Bootforscher Axel Niestlé sah hingegen bereits im Jahr 1991 einen Minentreffer am 5. April 1945 im St.-Georgs-Kanal (Lage) als ursächlich an. Zu diesem Schluss kamen 1999 auch Rainer Busch und Hans-Joachim Röll bei der Auswertung der Unterlagen des U-Bootarchivs in Cuxhaven. Dieser Ansicht nach galt seinerseits der Wasserbombenangriff der britischen Seestreitkräfte dem Wrack von U 246.